# 维姆·德特曼

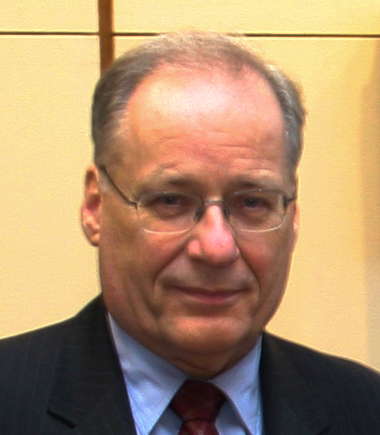
维姆·德特曼

维姆·德特曼（Willem Joost (Wim) Deetman，1945年3月3日—）出生于海牙，现任海牙市市长.
1972年毕业于阿姆斯特丹自由大学政治学专业。. Gemeente Den Haag.   [2007-01-09]. （原始内容存档于2006-05-29）.
1996年就任海牙市市长至今。